# John Peyton (baron Peyton de Yeovil)
John Wynne William Peyton (13 février 1919 - 22 novembre 2006) est un homme politique conservateur britannique. Il est député de Yeovil pendant 32 ans, de 1951 à 1983, et l'un des premiers membres éminents du Conservative Monday Club. Il est ministre des Transports (rebaptisé plus tard ministre des Industries des transports au ministère de l'Environnement) de 1970 à 1974. Il est candidat à la tête du Parti conservateur en 1975, perdant face à Margaret Thatcher.

## Jeunesse
Peyton fait ses études au Collège d'Eton. En tant que membre de l'Officers' Training Corps d'Eton, il est membre de la garde d'honneur dans l'enceinte du Château de Windsor lors des funérailles d'État du roi George V en 1936. Il étudie le droit au Trinity College, Oxford à partir de 1937, et entre dans le 15/19 Hussars en 1939 au déclenchement de la Seconde Guerre mondiale. Il est envoyé en France dans le cadre du Corps expéditionnaire britannique, mais est capturé en Belgique en mai 1940, et a passé 5 ans dans les camps de prisonniers de guerre allemands, d'abord à Laufen en Bavière, puis à Warburg en Westphalie, puis à Eichstätt en Bavière au milieu 1942, et enfin Moosburg en Bavière à partir du début de 1945. Il est libéré par les troupes américaines plus tard en 1945. Un frère est tué à Saint-Nazaire en 1942.
Peyton étudie le droit pendant sa détention et devient avocat, après avoir été admis au barreau en 1945. Il accompagne Sir Walter Monckton, conseiller du Nizam d'Hyderabad, en Inde en 1946 et 1947, dans la perspective de l'indépendance de l'Inde. Il devient courtier au Lloyd's de Londres en 1947, puis poursuit une carrière politique.
Peyton est promu capitaine le 31 mai 1949.
Il s'est marié deux fois. Il épouse Diana, fille de Douglas Clinch, en 1947, mais divorce au début de 1966. Ils ont deux fils, dont l'un est mort jeune, et une fille. Il se remarie le 27 juillet 1966 avec Mary Cobbold, fille du colonel Humphrey Wyndham (également son deuxième mariage).

## Politique
Peyton se présente en vain le siège travailliste sûr de Bristol Central pour le Parti conservateur aux élections générales de 1950. Il est ensuite élu député de Yeovil aux élections générales de 1951. Il devient secrétaire parlementaire privé de Nigel Birch, un jeune ministre de la Défense, de 1952 à 1958. Il soutient l'opération de Suez. Il est ensuite secrétaire parlementaire de Richard Wood et Frederick Erroll, ministres de l'énergie de 1962 à 1964. Il est porte-parole sur l'énergie dans l'opposition, jusqu'en 1966.
Il est ministre des Transports dans le gouvernement d'Edward Heath après les élections générales de 1970, l'un des six membres du Monday Club à occuper de hautes fonctions. Son poste ministériel est rebaptisé Ministre des industries des transports lorsqu'il fusionne avec le nouveau ministère de l'Environnement en octobre 1970. Il reste à ce poste jusqu'aux élections générales de février 1974. Il est en fonction lorsque les quais de Mersey et le Harbour Board se sont effondrés; il privatise l'agence de voyage de British Rail, Thomas Cook &amp; Son, en 1972; et rend les casques obligatoires pour les motocyclistes. Il publie un livre vert proposant le Tunnel sous la Manche.
Il est le chef fantôme de la Chambre des communes dans l'opposition. En 1975, il cherche à devenir chef du Parti conservateur, se présentant au deuxième tour de scrutin après que Margaret Thatcher ait vaincu Edward Heath au premier tour de scrutin. Il n'obtient que onze voix aux élections, en bas du scrutin, et Thatcher est élue à une majorité convaincante. Il est ministre fantôme de l'Agriculture dans le cabinet fantôme de Thatcher et s'est vu offrir le poste de ministre des Transports après la victoire des conservateurs aux élections générales de 1979, mais refuse de retourner à son ancien poste et est devenu le seul membre du cabinet fantôme à ne pas obtenir une position ministérielle dans le nouveau gouvernement.
Peyton quitte la Chambre des communes à l'élection générale de 1983 et Yeovil est remporté par Paddy Ashdown pour le Parti libéral. Peyton est créé pair à vie en tant que baron Peyton de Yeovil, de Yeovil dans le comté de Somerset le 5 octobre 1983.
Il a des opinions de droite, mais s'oppose systématiquement à la peine capitale, et il mène une rébellion contre la privatisation de l'industrie ferroviaire britannique sous John Major en 1990. Il soutient également la réforme de la Chambre des lords pour créer une deuxième chambre entièrement élue directement.

## Carrière dans les Affaires
Peyton est président de la filiale britannique de Texas Instruments de 1974 à 1990. Il occupe également des postes au sein de la London and Manchester Assurance Company, de Trusthouse Forte et de British Aluminium, dont il est président de 1987 à 1991. Il est trésorier de la Zoological Society of London de 1984 à 1991.
Il publie une autobiographie, Without Benefit of Laundry en 1997, et une biographie de Solly Zuckerman en 2001.